# 吕布滕
吕布滕（德語：Lübtheen，發音：[lʏpˈteːn] ⓘ）是德国梅克伦堡-前波美拉尼亚州路德维希斯卢斯特-帕尔希姆县的城市，面积120.17平方千米，2023年12月31日人口为4,621人。